# Centralny Port Komunikacyjny
Le port de communication central ou CPK (en polonais Centralny Port Komunikacyjny) est un projet d'infrastructure majeur prévu en Pologne et visant à la construction d'un nouvel aéroport international et au développement d'un réseau de transport intégré à l'échelle nationale. L'aéroport devrait être situé à environ 40 km au sud-ouest de Varsovie, relié à un nouveau réseau ferroviaire à grande vitesse et à un système d'autoroutes à accès contrôlé, le connectant ainsi à une grande partie du reste du pays.
Initialement approuvés par le gouvernement polonais en novembre 2017, les plans du PCK ont été réévalués par la coalition victorieuse du 15 octobre après les élections parlementaires polonaises de 2023. En juin 2024, le gouvernement de coalition a confirmé que le volet aéroportuaire du projet se poursuivrait. À date de novembre 2024, la construction devrait débuter en 2026, l'ouverture de l'aéroport étant prévue au plus tôt en 2032. Le coût des volets aérien et ferroviaire du plan devrait s'élever à 131 milliards de złoty polonais (environ 30,4 milliards d'euros).
L'aéroport sera conçu par Foster + Partners en collaboration avec Buro Happold. Initialement prévu à deux pistes (4 000 m × 45 m), il en comptera finalement quatre. L'aéroport et la gare combinés devraient accueillir 40 millions de passagers par an, soit le double de la taille de l'aéroport de Berlin-Brandebourg, avec un objectif à long terme d'environ 100 millions de passagers par an.
Les liaisons ferroviaires prévues depuis le CPK prendront 15 minutes jusqu'à la gare centrale de Varsovie, 25 minutes jusqu'à la gare de Łódź Fabryczna (en) et 2 heures jusqu'à la plupart des autres grandes villes polonaises, telles que Cracovie, Wrocław, Poznań et Gdańsk. La construction d'un train à grande vitesse vers Francfort (Oder) est également prévue, ce qui devrait réduire le temps de trajet sur la ligne Berlin-CPK à moins de 3,5 heures. L'ouverture du CPK pourrait entraîner la fermeture de l'aéroport Frédéric Chopin de Varsovie ; cependant, aucune décision officielle en ce sens n'a encore été prise.

## Emplacement

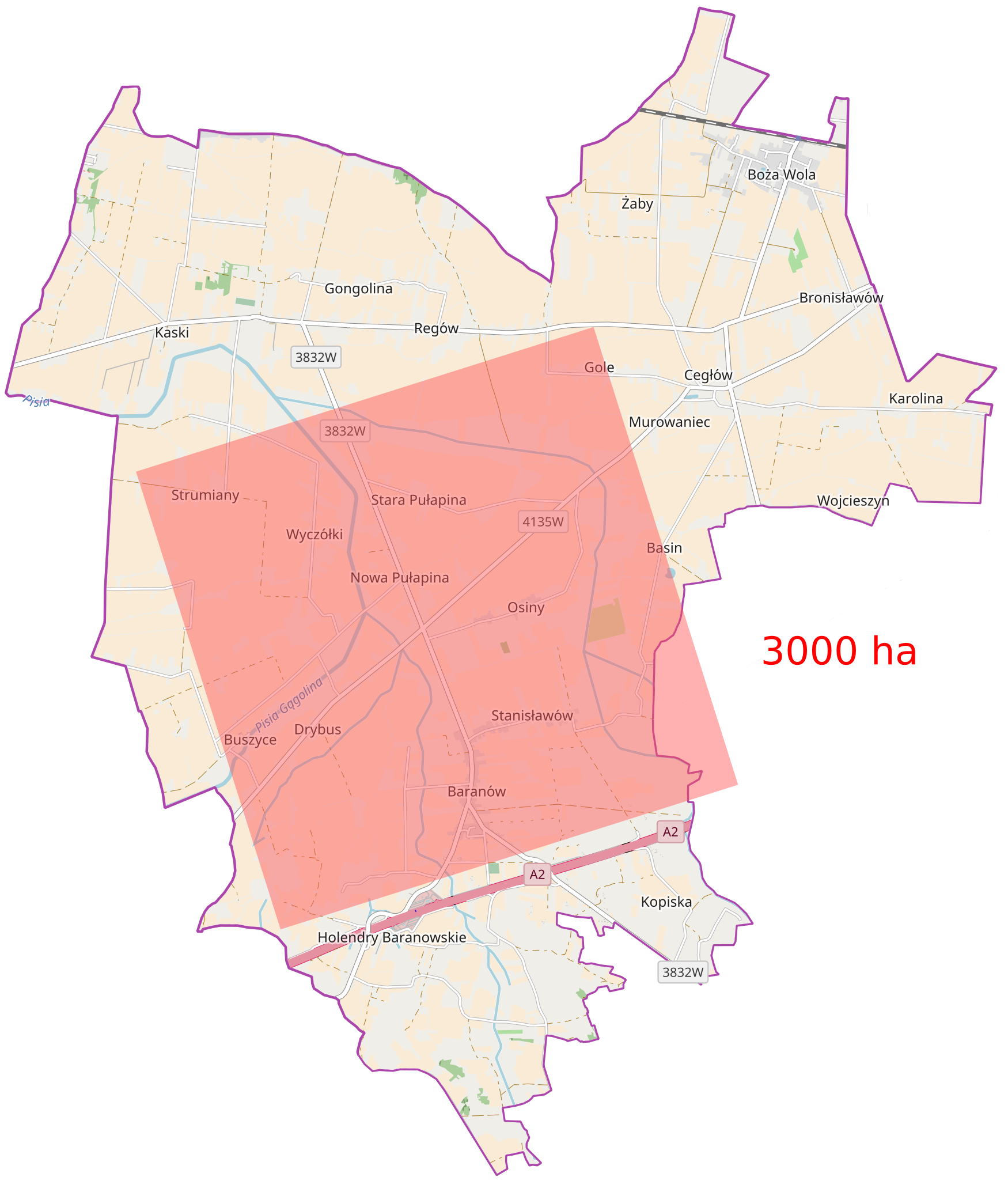
Zone de l'aéroport prévu

Le site prévu pour l'aéroport se trouve à environ 40 km à l'ouest de Varsovie, à côté du village de Stanisławów, qui fait partie de la gmina de Baranów dans le comté de Grodzisk Mazowiecki, en voïvodie de Mazovie. La gmina de Baranów occupe une partie importante du comté de Grodzisk et, malgré son caractère rural, dispose d'une vaste infrastructure routière. L'autoroute A2 et les lignes ferroviaires passent à proximité immédiate du site de construction potentiel, et Wrocław ( autoroute S8) et Poznań (route nationale 92) sont situées à proximité.
Le choix de l’emplacement a été fait après examen d’un certain nombre de zones. Avant de recommander Baranów, la société de conseil Arup a analysé une liste de sites potentiels, notamment Modlin, Wołomin, Sochaczew, Mszczonów, Babsk, Nowe Miasto nad Pilicą, Grójec et Radom-Sadków. Les experts ont pris en compte la distance par rapport à Varsovie, l’accessibilité des transports, l’accessibilité du territoire et les restrictions environnementales, notamment les niveaux de bruit. Les analyses ont montré que Baranów offre un emplacement optimal pour le projet.

## Histoire
Les discussions sur un nouvel aéroport pour remplacer l'aéroport Frédéric Chopin de Varsovie remontent au moins à 1971, au cours des premières années du gouvernement d'Edward Gierek. En 1978, Bogusław Jankowski propose pour la première fois son idée d'un nouvel aéroport central pour la Pologne, mais ce n'est que sous le gouvernement de Leszek Miller (2001-2004) que l'idée a commencé à être sérieusement envisagée. Le 12 mai 2005, l'office de l'aviation civile polonais (en) signe un contrat avec le consortium espagnol Ineco-Sener pour réaliser une étude de faisabilité de l'aéroport central. Une telle étude n'a cependant pas été réalisée au cours des deux années suivantes, ce qui a été interprété comme un signe que le projet d'un nouvel aéroport central de grande taille était reporté à un avenir indéterminé. Néanmoins, la création d'un nouvel aéroport desservant Varsovie a été proposé dans la stratégie de développement des infrastructures de transport du gouvernement pour 2010-2013.
Après la reprise du pouvoir par le parti Droit et Justice en 2015, le projet a pris de l'ampleur et le gouvernement approuve le plan en novembre 2017.
Le 17 juin 2018, les habitants du district de Baranów ont rejeté le projet de construction du nouvel aéroport. Avec un taux de participation de 47 %, 84 % des électeurs se sont opposés au projet. Le référendum n'était pas contraignant, mais le vice-ministre des infrastructures (en), Mikołaj Wild, a déclaré que la voix du public serait prise en considération. Le nom anglais Solidarity Transport Hub Poland avait été initialement proposé pour le projet, mais est finalement abandonné en 2023.
En décembre 2024, la société de gestion avait déjà acheté 1 037 hectares, soit 40 % de la superficie dédiée.
En octobre 2024, la conception de l'aéroport et de l'échangeur de transport, estimés à 131 milliards PLN, a été finalisée par un consortium d'architectes dirigé par Foster + Partners et Buro Happold. Les travaux de construction devraient débuter en 2026.